# Кеймбридж Хаус
Кеймбридж Хаус (на английски: Cambridge House) е имот в северната част на улица „Пикадили“ (номер 94) в централен Лондон, Англия.
Построена е за Чарлз Уиндам, Втори Граф на Егремонт някъде около 1761 г. и е известна с името „Егремонт Хаус“. Къщата има три етажа плюс мазе и тавански помещения. Както е характерно за лондонските имения от този период, първият етаж (който всъщност е втори) е главният етаж, на който са разположени гостните стаи. На този етаж тавана е най-високо, а статусът на главен етаж се подчертава външно от венецианско стъкло в центъра.
Къщата сменя собственика си няколко пъти. От 1829 до 1850 година тя става лондонска резиденция на Принц Адолфус, Дук на Кеймбридж. Поради неговия кралски статут, къщата и до днес носи неговото име. Впоследствие къщата е закупена от Морски и Военен клуб и остава такава до 1996 г., когато собствеността е продадена на предприемача Саймън Халаби за сумата от 50 милиона лири стерлинги.